# Guider
Guider ist eine Stadt in Kamerun in der Region Nord mit 52.316 Einwohnern (2005). Sie ist die Hauptstadt des Départements Mayo-Louti und nahe der Grenze zum Tschad.

## Verkehr
Guider liegt am Zusammenschluss der Provinzialstraßen P3 und P29 sowie an der Departementstraße D14.

## Bevölkerung
Die Bevölkerungsentwicklung der Stadt:
| Jahr          | Einwohner |
| ------------- | --------- |
| 1976 (Zensus) | 17.197    |
| 1987 (Zensus) | 32.775    |
| 2005 (Zensus) | 52.316    |

## Sehenswürdigkeiten

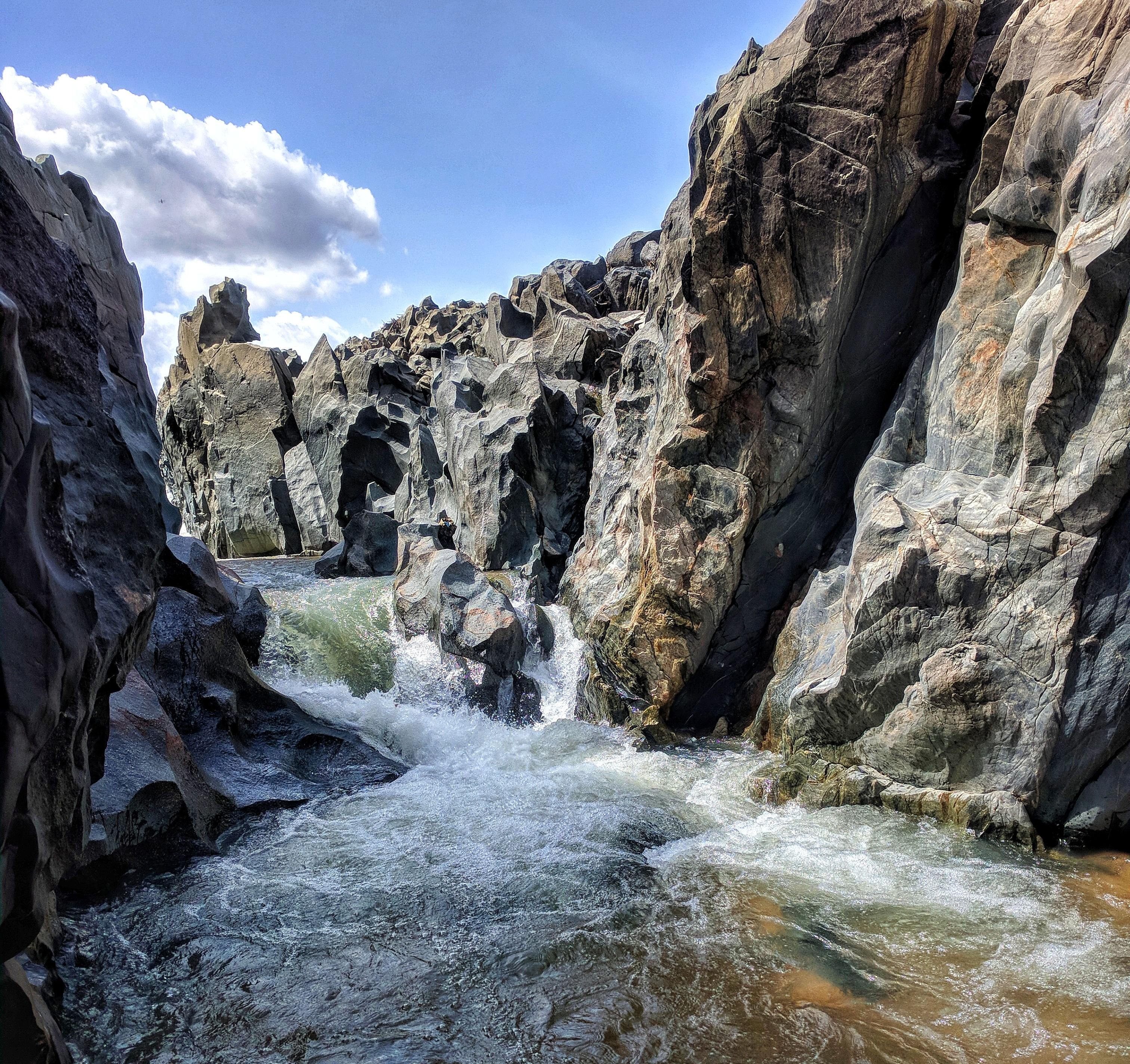

Acht Kilometer südlich der Stadt liegt die Schlucht von Kola (Gorges de Kola), eine bizarre Felsformation die in der Regenzeit von Wasser umspült wird.